# Tân Hòa, Quốc Oai
Tân Hòa là một xã thuộc huyện Quốc Oai, thành phố Hà Nội, Việt Nam.
Xã Tân Hòa gồm 6 thôn :
- Thôn 1: thành lập trên cơ sở hợp nhất xóm Đồng Găng và xóm Đồng Cầu
- Thôn 2: thành lập trên cơ sở xóm Thị Nội,xóm Bờ Hồ và khu Thị Tứ
- Thôn 3 : trước đây là Xóm An Ninh.
- Thôn 4 : trước đây xóm Thị Ngoại.
- Thôn 5 : thành lập trên cơ sở hợp nhất xóm Yên Thái và xóm Yên Mã.
- Thôn 6 : trước đây là xóm Thổ Ngõa.

## Địa lý

### Vị trí và địa lý
Xã có diện tích 3,87 km², dân số năm 1999 là 6.338 người, mật độ dân số đạt 1.638 người/km².
Xã Tân Hòa nằm ở phía Đông Nam huyện Quốc Oai, cách trung tâm huyện 6 km và cách trung tâm Thành phố Hà Nội 20 km về phía Tây Nam
- Phía Bắc giáp xã Vân Côn huyện Hoài Đức.
- Phía Đông giáp xã Tân Phú.
- Phía Nam giáp xã Tiên Phương, Phụng Châu, huyện Chương Mỹ, tỉnh Hưng Yên.
- Phía Tây giáp xã Cộng Hoà.

### Phát triển
Xã Tân Hòa nằm trong vùng quy hoạch vành đai xanh của thành phố Hà Nội.Trên địa bàn của xã có tuyến TL419 chạy qua, nên xã có điều kiện thuận lợi trong phát triển sản xuất hàng hóa, tiếp cận thị trường để phát triển kinh tế với tốc độ cao.
- Xã đạt chuẩn nông thôn mới năm 2015
- Đạt chuẩn nông thôn mới nâng cao năm 2022